# Sasse (dopływ Durance)
Sasse – rzeka we Francji, przepływająca przez teren departamentu Alpy Górnej Prowansji, o długości 38,4 km. Stanowi dopływ rzeki Durance.